# Акулова, Варвара Юрьевна
Варвара Юрьевна Акулова (род. 10 января 1992, Кривой Рог, Днепропетровская область) — украинская спортсменка, неоднократная чемпионка Украины по пауэрлифтингу. Известна как «Сильнейшая девочка в мире».

## Биография
Родилась 10 января 1992 года в Кривом Роге в семье циркового артиста Юрия Акулова и учительницы Ларисы Акуловой. Родители с детства приучили дочь к тренировкам, Варвара выступала с акробатическим номером вместе с ними в цирке.
В 2000 году при весе 40 кг могла поднять[уточнить] 100 кг. В 14 лет Варя Акулова выполнила норматив мастера спорта по тяжёлой атлетике. В 2006 году могла поднимать[уточнить] до 300 кг, что более чем в четыре раза больше её веса в то время.
Окончила среднюю школу с золотой медалью, Национальный университет физического воспитания и спорта Украины с отличием. Учится в аспирантуре.
C 2017 года проживает в Киеве, работает тренером по фитнесу. Не замужем.